# Банфалви, Бела
Бела Банфалви (венг. Bánfalvi Béla; род. 28 февраля 1954, Будапешт) — венгерский скрипач, дирижёр.
По окончании Музыкальной академии имени Ференца Листа (1977, класс Йожефа Саса) сразу же начал преподавать в ней (до 2007 года). Одновременно в 1976—1976 гг. играл в Симфоническом оркестре Венгерского радио, затем в 1979—1982 гг. концертмейстер Венгерского национального филармонического оркестра. В 1982—1985 гг. вторая скрипка Квартета имени Бартока. В 1986—2011 гг. концертмейстер камерного оркестра «Будапештские струнные», с 2011 г. концертмейстер Венгерского камерного оркестра. Лауреат Премии имени Листа (1998).
Среди сольных записей Банфалви, осуществлённых, в основном, компанией Naxos, — целый ряд сборников популярной академической музыки, составленных по предметно-тематическому принципу.